# Pro Femina
Pro Femina ist ein im Jahr 1999 gegründeter Verein, der Frauen und Paaren kostenlose Beratung zum Thema Schwangerschaft anbietet. Der Fokus der Beratungsangebote liegt darauf, Frauen von einer Fortsetzung der Schwangerschaft zu überzeugen und von einem Schwangerschaftsabbruch abzuhalten. Der Verein gilt daher als Teil der Lebensrechtsbewegung und steht für sein Angebot immer wieder in der Kritik.

## Geschichte und Organisation
Der eingetragene Verein mit Sitz in Heidelberg wurde 1999 gegründet und ins Vereinsregister eingetragen. Der Verein ist vom Finanzamt als gemeinnützig und mildtätig anerkannt. Er wird derzeit von Kristijan Aufiero, Markus Arnold und Monika Aufiero geleitet. Er ist in ganz Deutschland tätig und betreibt drei Beratungsstellen: in Heidelberg, seit 2015 in München – inzwischen der Verwaltungssitz – und seit 1. Juli 2019 in Berlin.
Die gemeinnützigen Vereinszwecke der Schutz von Ehe und Familie sowie die Unterstützung von Personen, die auf Hilfe anderer angewiesen sind. Diese Zwecke sollen laut Satzung durch Beratungsangebote und Öffentlichkeitsarbeit verwirklicht werden. Laut Satzung werden die Beratungen „von dem Bemühen geleitet, die Frau zur Fortsetzung der Schwangerschaft zu ermutigen und ihr Perspektiven für ein Leben mit dem Kind zu eröffnen. Beratungsscheine [...] werden nicht ausgestellt, weil sich der Verein im wohl verstandenen Interesse der Schwangeren, ihrer Familien und ihrer ungeborenen Kinder unter keinen Umständen, auch nicht indirekt, an einer Abtreibung beteiligt.“
Der Verein wird deshalb als Teil der Lebensrechtsbewegung wahrgenommen und steht im Gegensatz zur Pro-Choice-Bewegung. Es handelt sich um keine staatlich anerkannte Beratungsstelle nach dem Schwangerschaftskonfliktgesetz, da keine Scheine einer Schwangerschaftskonfliktberatung ausgestellt werden. Pro Femina erhält somit auch keine staatlichen Zuwendungen und finanziert sich ausschließlich über Spenden, wobei in den letzten Jahren etwa 5,0 Mio. Euro pro Jahr akquiriert werden konnten. Das Geld fließt zu 11 % in die Mittelbeschaffung und Verwaltung und zu 89 % in die Zweckmittel, insbesondere den Unterhalt der Beratungszentren und die Personalkosten für die Beraterinnen.
Der Verein betreibt ein Online-Beratungsangebot und bietet Beratung per WhatsApp und telefonisch an, die in Deutschland, Österreich und der Schweiz kostenfrei erreichbar sind.

## Tätigkeit

### Beratung
Gemäß dem Vereinsziel liegt ein Fokus auf der Beratung schwangerer Frauen in Konfliktsituationen. Laut Eigendarstellung möchte die Organisation „Frauen im Schwangerschaftskonflikt selbstbestimmte und unabhängige Entscheidungen ermöglichen“ und eine Alternative zur Abtreibung anbieten. Immer wieder kommen Recherchen jedoch zu dem Ergebnis, dass die Beratungen tendenziös seien und eine unabhängige Entscheidung nicht fördern würden. Die Organisation geht davon aus, dass äußerer Druck die häufigste Ursache einer Entscheidung für eine Abtreibung sei.
Die Beratung folge einem Beratungskonzept, das Theorien von Viktor Frankl und Carl Rogers aufgreife. Das Konzept basiere auf einem christlichen Menschenbild und betrachte eine Abtreibung „in der Regel als eine Kapitulation oder Niederlage.“ Die Schwangere solle daher Hilfe erhalten, um eine Krise zu überwinden und sich für ein Kind zu entscheiden. Sie kann anonym oder mit Namensnennung, über Chat, per E-Mail oder Telefon erfolgen. Beraten werden Frauen, Paare und eher selten Männer.
Die Anzahl der Beratungen nahm nach Angaben des Vereins in den letzten Jahren stark zu, nach 2.439 beratenen Frauen im Jahr 2015 stieg die Zahl auf 16.204 beratene Frauen im Jahr 2018.
Im Jahr 2021 wurden nach Angaben des Vereins 52.674 Frauen beraten, davon 94 % per „Digital-Beratung“ (d. h. durch Nutzung des Internet-Angebotes). 1.886 Frauen (4 %) nutzten das Internetforum, und insgesamt 2 % (1.282 Frauen) nahmen persönliche Beratung per WhatsApp, Kontaktformular oder Telefon-Hotline in Anspruch.
Beratungen bei pro Femina sind keine staatliche anerkannte Schwangerschaftskonfliktberatung und es kann daher kein anerkannter Nachweis ausgegeben werden.

### Informationsportal
Der Verein betreibt ein Informationsportal für Schwangere zu Fragen der Schwangerschaft. Dort informiert er über unterschiedliche Aspekte einer Schwangerschaft, insbesondere über die Konfliktsituation, wenn Gründe gegen das Kind sprechen, über medizinische Komplikationen und Krankheiten des ungeborenen Kindes. Ferner sind dort konkrete Informationen zu finden über rechtliche und finanzielle Fragen im Zusammenhang mit einer Schwangerschaft; schließlich Beratung im Hinblick auf partnerschaftliche Probleme. Das Portal zeigt dem Vereinsziel entsprechend Möglichkeiten auf, derlei Probleme zu lösen.
Die dort bereitgestellten Informationen sind teilweise kontrovers, so finden sich beispielsweise Beschreibungen des wissenschaftlich nicht erwiesenen Post-Abortion-Syndroms.

## Projekte und Kooperationen

### Projekt 1000plus
Das Projekt 1000plus wurde im Jahr 2009 gegründet. Der Name bezieht sich auf das Ziel, mehr als 1000 Frauen in einem Jahr zu beraten. Die jährlich erreichten Zahlen liegen mittlerweile deutlich höher. Der Projektname wird weiterhin als Einstiegsportal im Internet genutzt.

### Werbeaktionen
Bei der „Babyflaschenaktion“ werden werbewirksam Babyflaschen mit Flyern, Plakaten und Karten zum Thema Lebensschutz verteilt, teilweise auch im Ausland. Idee ist, dass Spenden in die Babyflaschen gefüllt werden und so die Arbeit des Vereins unterstützt wird.
2019 warb der Verein Evangelische Allianz Gießen auf Linienbussen der Stadt Gießen für Pro Femina. Die Aktion erfuhr viel Kritik, so bezeichnete die Oberbürgermeisterin Dietlind Grabe-Bolz die Werbung als „irreführend“ und eine vorzeitige Beendigung der Werbeaktion wurde gefordert, kam allerdings nicht zu Stande.

### Kooperationen
Der Verein wurde bis zum Jahr 2019 von der Stiftung Ja zum Leben gefördert und erhielt im Jahr 2011 ihren Stiftungspreis. Pro Femina unterhält Kontakte zu anderen Organisationen im Kontext der abtreibungsablehnenden Schwangerenberatung, etwa zu one of us.

## Kritik
Pro Femina wird vorgeworfen, die Beratungen seien nicht ergebnisoffen und tendenziös. Frauen würden dazu gedrängt werden, ihre Schwangerschaft fortzusetzen und statt zu beraten, solle ihre innere Haltung gewendet werden. Da es sich um „Irreführung von Schwangeren“ handle, wird politisch immer wieder ein Verbot des Vereins gefordert. ProFemina verweist darauf, dass der Verein fast nur positive Rückmeldungen bekommt, bei einer Evaluation, in der alle Frauen angeschrieben wurden, die einen »Abtreibungstest« des Vereins durchgeführt haben, haben 99 % sich gut beraten gefühlt und verneint, sich bedrängt und manipuliert gefühlt zu haben.
In der Kritik steht auch die Namensgebung, da diese Parallelen zur staatlich anerkannten Beratungsorganisation pro Familia aufweise. So solle das Bild von pro Femina als gleichwertige Alternative gezeichnet werden, obwohl dies nicht der Fall ist, da pro Femina keine anerkannten Beratungsscheine ausgeben darf. Dies wurde vom Verein nur intransparent kommuniziert und laut Fallberichten erst am Ende einer stundenlangen Beratung klargestellt. Seit Mai 2022 verfügt die Website jedoch über einen deutlichen Hinweis, dass keine Beratungsscheine ausgegeben werden.

### Angriffe
Immer wieder wurden in der Vergangenheit Beratungsstellen des Vereins durch Sachbeschädigung teilweise zerstört.
Am 5. und 6. Oktober 2019 wurde ein Anschlag auf das Berliner Büro von Pro Femina verübt, es wurde in die Beratungsräume eingebrochen, Wände mit „Pro Choice!“ beschriftet und Fenster zertrümmert. In der Nacht vom 25. zum 26. November 2020 wurde das Gebäude der Münchner Niederlassung mit Farbe und Parolen beschmiert, knapp ein Jahr später Mitte Oktober 2021 erneut. In der Nacht vom 14. zum 15. Oktober 2021 wurde die Fassade der Münchner Büroräume erneut mit Farbe beschmiert. Die Antisexistische Aktion München bezog sich zwei Tage später in einem Twitter-Beitrag darauf und warf dem Verein Antifeminismus vor.